# Goudié Sougouna
Goudié Sougouna, ook Gouadjie Sougouna, is een gemeente (commune) in de regio Sikasso in Mali. De gemeente telt 13.400 inwoners (2009).
De gemeente bestaat uit de volgende plaatsen:
- Filima
- Gouan
- Kougnou
- Ouattarla
- Sanguéla (hoofdplaats)
- Sao